# Cavernago
Cavernago ist eine italienische Gemeinde mit 2869 Einwohnern (Stand 31. Dezember 2023) in der Provinz Bergamo, Region Lombardei.

## Geographie
Cavernago befindet sich elf km südöstlich der Provinzhauptstadt Bergamo und 50 km nordöstlich der Metropole Mailand.
Die Nachbargemeinden sind Calcinate, Ghisalba, Grassobbio, Seriate, Urgnano und Zanica.

## Sehenswürdigkeiten
- Castello di Cavernago, ursprünglich Besitz des Domkapitels von Bergamo, wurde von Bartolomeo Colleoni erweitert und mit einem Arkadenhof ausgestattet; später kam es an die Grafen Giovannelli, dann an die Grafen Mazzotti Biancinelli und gehört bis heute den Fürsten Gonzaga di Vescovato.
- Castello di Malpaga, 1456 erworben von Bartolomeo Colleoni und mit bedeutenden Fresken ausgestattet.

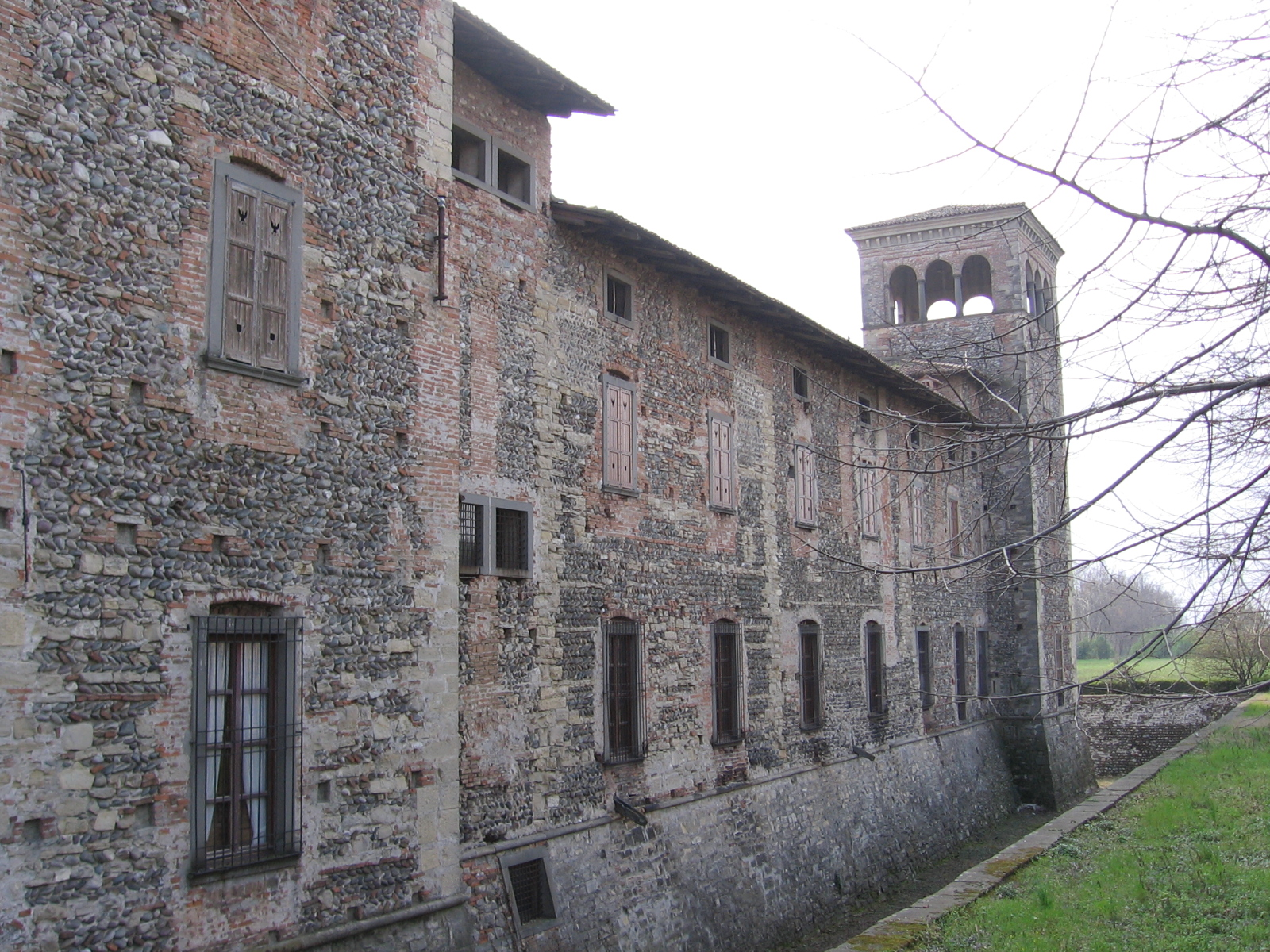
Castello di Cavernago
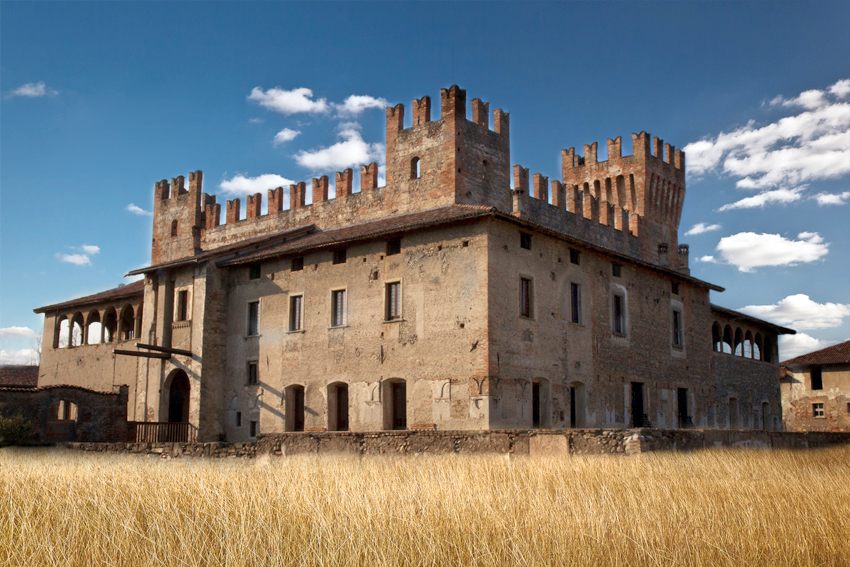
Castello di Malpaga